# Help Yourself (Amy Winehouse)
Help Yourself è un singolo della cantante e cantautrice inglese Amy Winehouse, pubblicato nel 2004 dalla Island Records ed estratto dall'album Frank. La canzone è stata pubblicata come doppio singolo (o doppia A-side) insieme a Pumps.

## La canzone
Il brano è stato pubblicato il 23 agosto 2004 ed ha raggiunto la 65ª posizione nella Official Singles Chart.

## Video
Non esiste un video musicale del pezzo, essendo stato destinato esclusivamente alla diffusione radiofonica.

## Tracce

### Versione britannica
1. Pumps
2. Help Yourself
3. (There Is) No Greater Love (live @ AOL)

## Classifica
| Classifica (2004) | Posizione massima |
| ----------------- | ----------------- |
| Regno Unito       | 65                |